# 足利バイパス
足利バイパス（あしかがバイパス）は群馬県太田市から栃木県足利市を経て佐野市に至る国道50号のバイパスである。

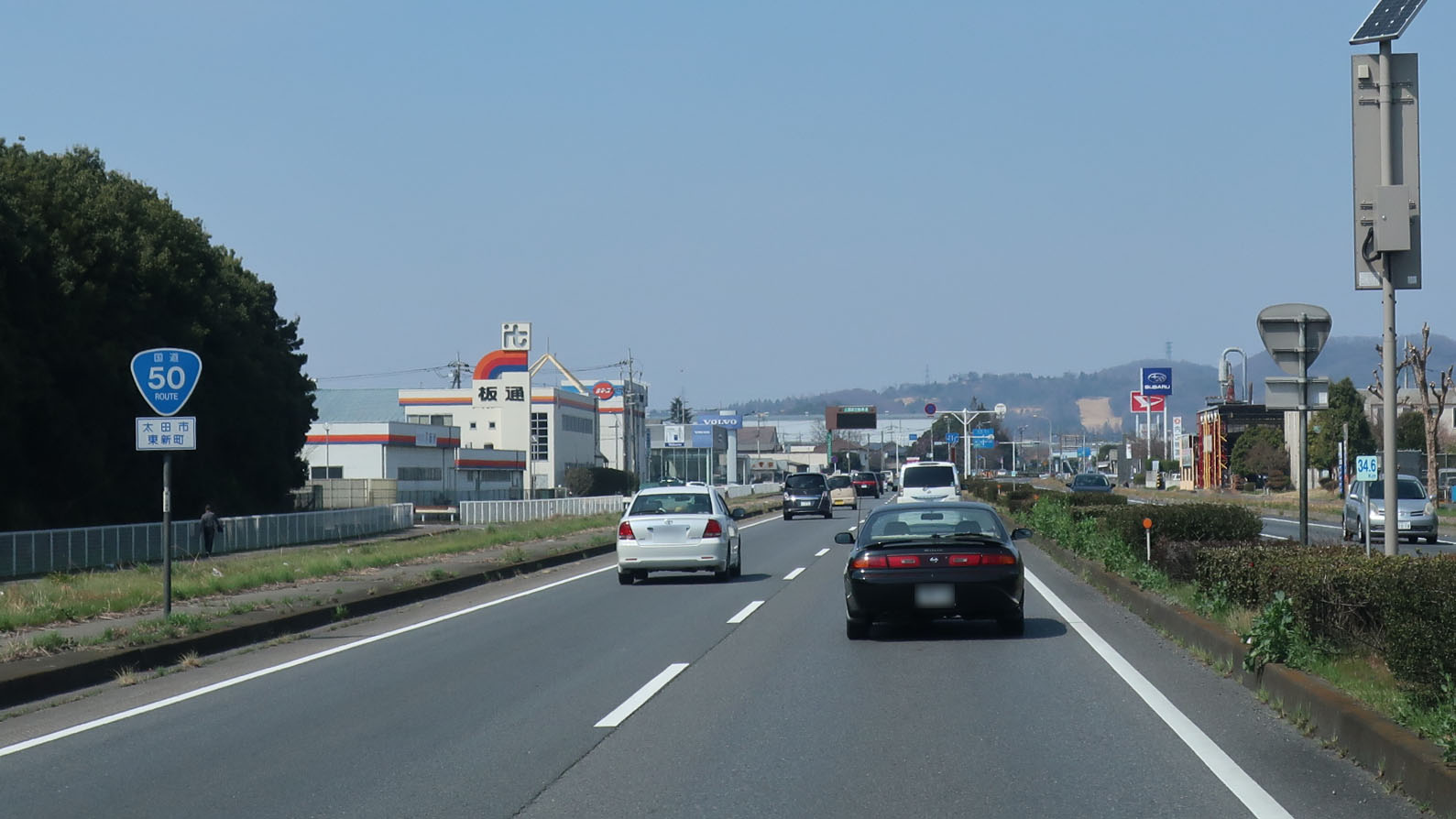
足利バイパス
群馬県太田市東新町

## 概要
- 起点：群馬県太田市只上町（只上交差点）
- 終点：栃木県佐野市高橋町（高橋町交差点）
- 全長：14.9 km[1]
- 車線数：4車線
- 開通：1978年

## 交差する道路
- 国道122号（太田市只上町、只上交差点）
- 国道407号・栃木県道・群馬県道5号足利太田線（足利市南大町、南大町交差点）
- 栃木県道・群馬県道38号足利千代田線（足利市堀込町、堀込町交差点）
- 国道293号（足利市堀込町、卸売市場前交差点）
- 栃木県道・群馬県道128号佐野太田線（足利市上渋垂町、上渋垂町交差点）
- 栃木県道・群馬県道・埼玉県道20号足利邑楽行田線（足利市久保田町、久保田町交差点）
- 栃木県道・群馬県道8号足利館林線（足利市瑞穂野町、瑞穂野町交差点）
- 栃木県道・群馬県道223号寺岡館林線（佐野市高橋町、高橋町交差点）

## 接続するバイパス
- 桐生バイパス
- 佐野バイパス